# دسینی اودوگی
دستینی اودوجه (انگلیسی: Destiny Udogie؛ زادهٔ ۲۸ نوامبر ۲۰۰۲) بازیکن فوتبال اهل ایتالیا است که به طور قرضی برای باشگاه اودینزه بازی می‌کند.

وی همچنین در تیم‌های ملی فوتبال زیر ۱۶ سال ایتالیا، زیر ۱۷ سال ایتالیا، زیر ۱۸ سال ایتالیا، زیر ۱۹ سال ایتالیا، و زیر ۲۱ سال ایتالیا بازی کرده‌است.